# Pete Postlethwaite
Peter William Postlethwaite (ur. 7 lutego 1946 w Warrington, zm. 2 stycznia 2011 w Shropshire) – brytyjski aktor charakterystyczny.

## Życiorys
Urodził się i dorastał w Warrington w hrabstwie Lancashire w rodzinie rzymskokatolickiej jako czwarte i najmłodsze dziecko Mary Geraldine (z domu Lawless; 1913–2000) i Williama „Billa” Postlethwaite’a (1913–1988). Jego ojciec był bednarzem w Cheshire w Anglii, pracował też jako mechanik drewna i dozorca szkoły. Miał dwie siostry - Annę i Patricię oraz brata Michaela (1944–2006). Uczył się w St Benedict’s RC Junior School i Lymm High School w Lymm w Cheshire. W wieku 11 lat spędził dwa lata w seminarium, a później uczęszczał do St. Mary’s University w Twickenham. Uczył się dramatu w Loreto College w Manchesterze i Bristol Old Vic Drama School.
Rozpoczął karierę sceniczną w Everyman Theatre w Liverpoolu, Manchester Royal Exchange i prestiżowym Royal Shakespeare Company. W 1975 zadebiutował w serialu BBC Second City Firsts jako Duffy. Pojawił się jako klient w Sid’s Cafe w serialu BBC One Babie lato (Last of the Summer Wine, 1978). Szerszej publiczności stał się znany w połowie lat 80., kiedy to zaczął regularnie grać w produkcjach telewizyjnych i filmach kinowych. Ma w swoim dorobku szereg cenionych ról filmowych, zwłaszcza drugoplanowych, często pojawiał się w produkcjach amerykańskich. Steven Spielberg nazwał go „najlepszym aktorem na świecie”. Za rolę Giuseppe Conlona w dramacie Jima Sheridana W imię ojca (1993) został w 1994 nominowany do Oscara dla najlepszego aktora drugoplanowego.
Od 2003 był żonaty z Jacqueline Morrish, z którą miał syna Williama (ur. 1989) i córkę Lily (ur. 1996).
Zmarł 2 stycznia 2011 w wieku 64 lat w szpitalu w Shropshire na raka trzustki.

## Filmografia
- Zabić księdza (To Kill a Priest, 1988)
- Hamlet (1990)
- Obcy 3 (Alien³, 1992)
- Ostatni Mohikanin (The Last of the Mohicans, 1992)
- W imię ojca (In the Name of the Father, 1993)
- Podejrzani (The Usual Suspects, 1995)
- Orkiestra (Brassed Off, 1996)
- Ostatni smok (Dragonheart, 1996)
- Romeo i Julia (William Shakespeare's Romeo + Juliet, 1996)
- Amistad (1997)
- Zaginiony świat: Jurassic Park (Jurassic Park: The Lost World, 1997)
- Bandyta (1997)
- Kroniki portowe (The Shipping News, 2001)
- Wierny ogrodnik (The Constant Gardener, 2005)
- Æon Flux (2005)
- Omen (The Omen: 666, 2006)
- Znak miłości (Closing the Ring, 2007)
- Solomon Kane: Pogromca zła (Solomon Kane, 2008)
- Wiek głupoty (The Age of Stupid, 2009)
- Starcie Tytanów (Clash of the Titans, 2010)
- Incepcja (Inception, 2010)
- Miasto złodziei (The Town, 2010)